# Алек Марјано
Алек Марјано (право име Алексиј Марјановић, Ивановци, код Љига, 1935 — Београд, 1992) био је дечији писац, хумориста и сатиричар. Своја дела објављивао је под псеудонимом, по ком је и остао познат у српској књижевности.

## Биографија
Рођен је 1935. године у Ивановцима код Љига. Студирао је светску књижевност. Живео је и стварао у Београду. Био је ожењен Васком Јукић Марјановић, једном од ретких жена сатиричара у Србији и Југославији. Имао је сина Бодина Марјановића, који се попут родитеља бавио писањем стихова и сатире. Поред великана српске књижевности као што су Мика Антић и Душко Радовић и он је био аутор у часопису за хумор и сатиру „Јеж”. Главни и одговорни уредник часописа „Сатиричне вертикале” и уредник редакције на веб порталу за уметност и културу „Показивач”. Имао је своју рубрику у дневном листу „Вечерње Новости”. Учествовао је, заједно са Иваном Ивановићем и Растком Закићем, у оснивању издавачке куће „Запис”, чији је оснивач било Удружење књижевника Србије и чији су и сами били чланови. Био је члан Друштва књижевника Војводине, Беогардског афористичког круга и Удружења независних писаца Србије.
Алек Марјано преминуо је у Београду, 1992 године.

## Дела
Као приповедач Алек Марјано се прославио кратком прозном формом, прожетом благим хумором, а понекад и иронијом, књигом пародија „Савремене пародије’’, књигом сатиричне прозе„ Ненародни записи”и као приређивач књиге„Жена и афоризам”.Објавио је више збирки песама:„Штуре минијатуре”,„Како сам био мртав”,„Енцименциклопедија”(1974) и „Два добра у три чабра”(1974), и управо овом збирком стиховних духовности попунио је празан простор у савременој литератури за децу, онај који у литератури за одрасле попуњавају афоризми и епиграми. Збирка стихова „Чуј сад ово’’ појавила се 1980. године. Приче за децу под насловом„Милисав у дубоком размишљању”, издао је 1990. године. Велике тајне детинства Алек Марјано износи на хумористичко пародичан начин, а да притом дечије тајне не исмејава већ их уздиже до наивности и ведрине. На Фестивал хумора за децу у Лазаревцу 2011. године Алеку Марјану је постхумно додељена награда „Златно Гашино перо” за укупан допринос ведром духу детињства.